# Nørre Alslev Sogn
Nørre Alslev Sogn er et sogn i Falster Provsti (Lolland-Falsters Stift).
I 1695-1915 var Nørre Alslev Sogn anneks til Nørre Vedby Sogn. De dannede sognekommunen Nørre Vedby-Nørre Alslev. Den blev senere opløst, og Nørre Kirkeby Sogn, som havde dannet sognekommune med Stadager Sogn, kom sammen med Nørre-Alslev. Alle 4 sogne hørte til Falsters Nørre Herred i Maribo Amt. Ved kommunalreformen i 1970 blev de 2 sognekommuner Nørre Vedby og Nørre Alslev-Nørre Kirkeby indlemmet i Nørre Alslev Kommune, der ved strukturreformen i 2007 indgik i Guldborgsund Kommune.
I Nørre Alslev Sogn ligger Nørre Alslev Kirke.
I sognet findes følgende autoriserede stednavne:
- Alslev Skov (areal)
- Bondens Nakke (areal, bebyggelse)
- Bøstrup Mark (bebyggelse)
- Holgershåb (landbrugsejendom)
- Neble (bebyggelse)
- Nørre Alslev (bebyggelse, ejerlav)
- Ravnse (bebyggelse, ejerlav)
- Rødeled (bebyggelse)
- Skerris (bebyggelse)
- Skjoldemose (bebyggelse)